# 4 Heures de Spa 2017
Navigation
Édition précédente Édition suivante
Les 4 Heures de Spa-Francorchamps 2017, disputées le 24 septembre 2017 sur le Circuit de Spa-Francorchamps sont la cinquième manche de l'European Le Mans Series 2017.

## Engagés
La liste officielle des engagés est composée de 35 voitures, dont 12 en LMP2, 17 en LMP3 et 6 en LM GTE.

## Course

### Classement de la course
Voici le classement provisoire au terme de la course.
- Les vainqueurs de chaque catégorie sont signalés par un fond jauni.
- Pour la colonne Pneus, il faut passer le curseur au-dessus du modèle pour connaître le manufacturier de pneumatiques.

| Pos  | Classe | no | Écurie                    | Pilotes                                                           | Châssis                          | Pneus | Tours | Temps               |
| Pos  | Classe | no | Écurie                    | Pilotes                                                           | Moteur                           | Pneus | Tours | Temps               |
| ---- | ------ | -- | ------------------------- | ----------------------------------------------------------------- | -------------------------------- | ----- | ----- | ------------------- |
| 1    | LMP2   | 40 | Graff Racing              | James Allen Richard Bradley Gustavo Yacamán                       | Oreca 07                         | D     | 97    | 4 h 01 min 40 s 666 |
| 1    | LMP2   | 40 | Graff Racing              | James Allen Richard Bradley Gustavo Yacamán                       | Gibson GK428 4,2 l V8 Atmo       | D     | 97    | 4 h 01 min 40 s 666 |
| 2    | LMP2   | 22 | G-Drive Racing            | Memo Rojas Ryō Hirakawa Léo Roussel                               | Oreca 07                         | D     | 97    | +0 s 581            |
| 2    | LMP2   | 22 | G-Drive Racing            | Memo Rojas Ryō Hirakawa Léo Roussel                               | Gibson GK428 4,2 l V8 Atmo       | D     | 97    | +0 s 581            |
| 3    | LMP2   | 27 | SMP Racing                | Matevos Isaakyan Egor Orudzhev                                    | Dallara P217                     | D     | 97    | +16 s 069           |
| 3    | LMP2   | 27 | SMP Racing                | Matevos Isaakyan Egor Orudzhev                                    | Gibson GK428 4,2 l V8 Atmo       | D     | 97    | +16 s 069           |
| 4    | LMP2   | 32 | United Autosports         | Will Owen Hugo de Sadeleer Filipe Albuquerque                     | Ligier JS P217                   | D     | 97    | +17 s 018           |
| 4    | LMP2   | 32 | United Autosports         | Will Owen Hugo de Sadeleer Filipe Albuquerque                     | Gibson GK428 4,2 l V8 Atmo       | D     | 97    | +17 s 018           |
| 5    | LMP2   | 21 | DragonSpeed               | Ben Hanley Henrik Hedman Nicolas Lapierre                         | Oreca 07                         | D     | 97    | +39 s 161           |
| 5    | LMP2   | 21 | DragonSpeed               | Ben Hanley Henrik Hedman Nicolas Lapierre                         | Gibson GK428 4,2 l V8 Atmo       | D     | 97    | +39 s 161           |
| 6    | LMP2   | 39 | Graff Racing              | Jonathan Hirschi Paul Petit Enzo Guibbert                         | Oreca 07                         | D     | 97    | +1 min 02 s 572     |
| 6    | LMP2   | 39 | Graff Racing              | Jonathan Hirschi Paul Petit Enzo Guibbert                         | Gibson GK428 4,2 l V8 Atmo       | D     | 97    | +1 min 02 s 572     |
| 7    | LMP2   | 47 | Cetilar Villorba Corse    | Roberto Lacorte Giorgio Sernagiotto Andrea Belicchi               | Dallara P217                     | D     | 97    | +1 min 56 s 228     |
| 7    | LMP2   | 47 | Cetilar Villorba Corse    | Roberto Lacorte Giorgio Sernagiotto Andrea Belicchi               | Gibson GK428 4,2 l V8 Atmo       | D     | 97    | +1 min 56 s 228     |
| 8    | LMP2   | 49 | High Class Racing         | Dennis Andersen Anders Fjordbach                                  | Dallara P217                     | D     | 96    | +1 tour             |
| 8    | LMP2   | 49 | High Class Racing         | Dennis Andersen Anders Fjordbach                                  | Gibson GK428 4,2 l V8 Atmo       | D     | 96    | +1 tour             |
| 9    | LMP2   | 23 | Panis-Barthez Compétition | Fabien Barthez Timothé Buret Nathanaël Berthon                    | Ligier JS P217                   | M     | 96    | +1 tour             |
| 9    | LMP2   | 23 | Panis-Barthez Compétition | Fabien Barthez Timothé Buret Nathanaël Berthon                    | Gibson GK428 4,2 l V8 Atmo       | M     | 96    | +1 tour             |
| 10   | LMP2   | 28 | IDEC Sport                | Patrice Lafargue Paul Lafargue Paul-Loup Chatin                   | Ligier JS P217                   | M     | 96    | +1 tour             |
| 10   | LMP2   | 28 | IDEC Sport                | Patrice Lafargue Paul Lafargue Paul-Loup Chatin                   | Gibson GK428 4,2 l V8 Atmo       | M     | 96    | +1 tour             |
| 11   | LMP2   | 29 | Racing Team Nederland     | Jan Lammers Frits van Eerd                                        | Dallara P217                     | D     | 94    | +3 tours            |
| 11   | LMP2   | 29 | Racing Team Nederland     | Jan Lammers Frits van Eerd                                        | Gibson GK428 4,2 l V8 Atmo       | D     | 94    | +3 tours            |
| 12   | LMP3   | 9  | AT Racing                 | Alexander Talkanitsa, Jr. Alexander Talkanitsa, Sr. Mikkel Jensen | Ligier JS P3                     | M     | 92    | +5 tours            |
| 12   | LMP3   | 9  | AT Racing                 | Alexander Talkanitsa, Jr. Alexander Talkanitsa, Sr. Mikkel Jensen | Nissan VK50VE 5.0 L V8 Atmo      | M     | 92    | +5 tours            |
| 13   | LMP3   | 7  | Duqueine Engineering      | Antonin Borga David Droux Nicolas Schatz                          | Norma M30                        | M     | 91    | +6 tours            |
| 13   | LMP3   | 7  | Duqueine Engineering      | Antonin Borga David Droux Nicolas Schatz                          | Nissan VK50VE 5.0 L V8 Atmo      | M     | 91    | +6 tours            |
| 14   | LMP3   | 2  | United Autosports         | John Falb Sean Rayhall                                            | Ligier JS P3                     | M     | 91    | +6 tours            |
| 14   | LMP3   | 2  | United Autosports         | John Falb Sean Rayhall                                            | Nissan VK50VE 5.0 L V8 Atmo      | M     | 91    | +6 tours            |
| 15   | LMP3   | 13 | Inter Europol Competition | Jakub Śmiechowski Martin Hippe                                    | Ligier JS P3                     | M     | 91    | +6 tours            |
| 15   | LMP3   | 13 | Inter Europol Competition | Jakub Śmiechowski Martin Hippe                                    | Nissan VK50VE 5.0 L V8 Atmo      | M     | 91    | +6 tours            |
| 16   | LMP3   | 3  | United Autosports         | Mark Patterson Wayne Boyd Christian England                       | Ligier JS P3                     | M     | 91    | +6 tours            |
| 16   | LMP3   | 3  | United Autosports         | Mark Patterson Wayne Boyd Christian England                       | Nissan VK50VE 5.0 L V8 Atmo      | M     | 91    | +6 tours            |
| 17   | LMP3   | 18 | M.Racing - YMR            | Alexandre Cougnaud Antoine Jung Romano Ricci                      | Ligier JS P3                     | M     | 91    | +6 tours            |
| 17   | LMP3   | 18 | M.Racing - YMR            | Alexandre Cougnaud Antoine Jung Romano Ricci                      | Nissan VK50VE 5.0 L V8 Atmo      | M     | 91    | +6 tours            |
| 18   | LMP3   | 6  | 360 Racing                | Ross Kaiser Terrence Woodward Tony Wells                          | Ligier JS P3                     | M     | 91    | +6 tours            |
| 18   | LMP3   | 6  | 360 Racing                | Ross Kaiser Terrence Woodward Tony Wells                          | Nissan VK50VE 5.0 L V8 Atmo      | M     | 91    | +6 tours            |
| 19   | LMP3   | 17 | Ultimate                  | François Hériau Jean-Baptiste Lahaye Matthieu Lahaye              | Ligier JS P3                     | M     | 91    | +6 tours            |
| 19   | LMP3   | 17 | Ultimate                  | François Hériau Jean-Baptiste Lahaye Matthieu Lahaye              | Nissan VK50VE 5.0 L V8 Atmo      | M     | 91    | +6 tours            |
| 20   | LMGTE  | 51 | Spirit of Race            | Rino Mastronardi Giorgio Roda Andrea Bertolini                    | Ferrari 488 GTE                  | D     | 91    | +6 tours            |
| 20   | LMGTE  | 51 | Spirit of Race            | Rino Mastronardi Giorgio Roda Andrea Bertolini                    | Ferrari F154CB 3.9 L V8 bi-turbo | D     | 91    | +6 tours            |
| 21   | LMGTE  | 66 | JMW Motorsport            | Robert Smith Jody Fannin Will Stevens                             | Ferrari 458 Italia GT2           | D     | 90    | +7 tours            |
| 21   | LMGTE  | 66 | JMW Motorsport            | Robert Smith Jody Fannin Will Stevens                             | Ferrari 4.5 L V8 Atmo            | D     | 90    | +7 tours            |
| 22   | LMGTE  | 99 | Beechdean AMR             | Andrew Howard Ross Gunn Darren Turner                             | Aston Martin Vantage GTE         | D     | 90    | +7 tours            |
| 22   | LMGTE  | 99 | Beechdean AMR             | Andrew Howard Ross Gunn Darren Turner                             | Aston Martin 4.5 L V8 Atmo       | D     | 90    | +7 tours            |
| 23   | LMP3   | 15 | RLR Msport                | John Farano Morten Dons (en) Alex Kapadia                         | Ligier JS P3                     | M     | 90    | +7 tours            |
| 23   | LMP3   | 15 | RLR Msport                | John Farano Morten Dons (en) Alex Kapadia                         | Nissan VK50VE 5.0 L V8 Atmo      | M     | 90    | +7 tours            |
| 24   | LMGTE  | 55 | Spirit of Race            | Duncan Cameron Matt Griffin Aaron Scott                           | Ferrari 488 GTE                  | D     | 90    | +7 tours            |
| 24   | LMGTE  | 55 | Spirit of Race            | Duncan Cameron Matt Griffin Aaron Scott                           | Ferrari F154CB 3.9 L V8 bi-turbo | D     | 90    | +7 tours            |
| 25   | LMP3   | 10 | Oregon Team               | Davide Roda (en) Andrés Méndez (en) Dario Capitanio               | Norma M30                        | M     | 90    | +7 tours            |
| 25   | LMP3   | 10 | Oregon Team               | Davide Roda (en) Andrés Méndez (en) Dario Capitanio               | Nissan VK50VE 5.0 L V8 Atmo      | M     | 90    | +7 tours            |
| 26   | LMP3   | 12 | EuroInternational         | Ricky Capo Max Hanratty Andrea Dromedari                          | Ligier JS P3                     | M     | 89    | +8 tours            |
| 26   | LMP3   | 12 | EuroInternational         | Ricky Capo Max Hanratty Andrea Dromedari                          | Nissan VK50VE 5.0 L V8 Atmo      | M     | 89    | +8 tours            |
| 27   | LMP3   | 4  | Cool Racing by GPC        | Alexandre Coigny Iradj Alexander                                  | Ligier JS P3                     | M     | 89    | +8 tours            |
| 27   | LMP3   | 4  | Cool Racing by GPC        | Alexandre Coigny Iradj Alexander                                  | Nissan VK50VE 5.0 L V8 Atmo      | M     | 89    | +8 tours            |
| 28   | LMP3   | 8  | Duqueine Engineering      | Vincent Beltoise Lucas Légeret Nicolas Melin                      | Norma M30                        | M     | 88    | +9 tours            |
| 28   | LMP3   | 8  | Duqueine Engineering      | Vincent Beltoise Lucas Légeret Nicolas Melin                      | Nissan VK50VE 5.0 L V8 Atmo      | M     | 88    | +9 tours            |
| 29   | LMGTE  | 90 | TF Sport                  | Salih Yoluc Euan Hankey Nicki Thiim                               | Aston Martin Vantage GTE         | D     | 88    | +9 tours            |
| 29   | LMGTE  | 90 | TF Sport                  | Salih Yoluc Euan Hankey Nicki Thiim                               | Aston Martin 4.5 L V8 Atmo       | D     | 88    | +9 tours            |
| 30   | LMGTE  | 77 | Proton Competition        | Christian Ried Joël Camathias Matteo Cairoli                      | Porsche 911 RSR                  | D     | 70    | +27 tours           |
| 30   | LMGTE  | 77 | Proton Competition        | Christian Ried Joël Camathias Matteo Cairoli                      | Porsche 4.0 L Flat-6 Atmo        | D     | 70    | +27 tours           |
| Abd. | LMP3   | 19 | M.Racing - YMR            | Yann Ehrlacher Neale Muston                                       | Norma M30                        | M     | 52    |                     |
| Abd. | LMP3   | 19 | M.Racing - YMR            | Yann Ehrlacher Neale Muston                                       | Nissan VK50VE 5.0 L V8 Atmo      | M     | 52    |                     |
| Abd. | LMP3   | 11 | EuroInternational         | Giorgio Mondini Marco Jacoboni                                    | Ligier JS P3                     | M     | 46    |                     |
| Abd. | LMP3   | 11 | EuroInternational         | Giorgio Mondini Marco Jacoboni                                    | Nissan VK50VE 5.0 L V8 Atmo      | M     | 46    |                     |
| Abd. | LMP3   | 16 | Panis-Barthez Compétition | Eric Debard Simon Gachet Theo Bean                                | Ligier JS P3                     | M     | 45    |                     |
| Abd. | LMP3   | 16 | Panis-Barthez Compétition | Eric Debard Simon Gachet Theo Bean                                | Nissan VK50VE 5.0 L V8 Atmo      | M     | 45    |                     |
| Abd. | LMP3   | 5  | By Speed Factory          | Tim Müller Jürgen Krebs                                           | Ligier JS P3                     | M     | 32    |                     |
| Abd. | LMP3   | 5  | By Speed Factory          | Tim Müller Jürgen Krebs                                           | Nissan VK50VE 5.0 L V8 Atmo      | M     | 32    |                     |
| Abd. | LMP2   | 25 | Algarve Pro Racing        | Andrea Roda Matthew McMurry Andrea Pizzitola                      | Ligier JS P217                   | D     | 25    |                     |
| Abd. | LMP2   | 25 | Algarve Pro Racing        | Andrea Roda Matthew McMurry Andrea Pizzitola                      | Gibson GK428 4,2 l V8 Atmo       | D     | 25    |                     |

## Pole position et record du tour
- Pole position : Ben Hanley sur n°21 DragonSpeed en 2 min 02 s 457
- Meilleur tour en course : Léo Roussel sur n°22 G-Drive Racing en 2 min 05 s 236

## Tours en tête
Tours en tête 
- no 32 Ligier JS P217 - United Autosports : 32 tours (1-18 / 37-46 / 80-83)
- no 22 Oreca 07 - G-Drive Racing : 19 tours (19-26 / 54-59 / 75-79)
- no 23 Ligier JS P217 - Panis-Barthez Compétition : 10 tours (27-36)
- no 40 Oreca 07 - Graff Racing : 34 tours (47-53 / 60-74 / 84-88 / 91-97)
- no 27 Dallara P217 - SMP Racing : 2 tours (89-90)

## À noter
- Longueur du circuit : 7,004 km
- Distance parcourue par les vainqueurs : 679,388 km